# Алёшин, Николай Фёдорович
Николай Фёдорович Алёшин (7 апреля 1941, с. Шемарино Нижегородская область (ныне Сеченовский район Горьковская область) — 29 декабря 2015, Москва) — российский и советский писатель, поэт, журналист, редактор. Профессор, академик Академии поэзии и Академии российской литературы. Член Союза журналистов России, член Союза писателей России, член Международной Ассоциации писателей. Член Высшего творческого совета Правления МГО СП России. Заслуженный работник культуры России. Почётный гражданин Сеченовского района Нижегородской области.

## Биография
Родился в многодетной крестьянской семье. Отец погиб на фронте во время Великой Отечественной войны. После окончания сельской школы, работал строителем на Севере, в Сибири, на Урале. Служил в советской армии. Рыбачил на Дальнем Востоке.
Окончил Литературный институт им. А.М. Горького в Москве. Занимался журналистикой. Много лет работал редактором различных центральных издательств.

## Творчество
Первые стихи и рассказы начал публиковать, будучи школьником в районной газете «Борьба». Позднее его стихи, статьи, очерки печатались в центральных газетах и журналах, в многочисленных коллективных сборниках и альманахах, звучали по радио и передавались по телевидению.
Автор 13 поэтических сборников.

## Избранные публикации
- Сельский корреспондент: рассказ . 1961.
- Река; Маляры; Осенним утром; Сердце; Мост. 1967.
- Перед отъездом: Инвалид; У обелиска; Буран; Электросварщик. Стихи. 1968.
- Певец добра и красоты: О поэте Василие Федорове . 1969.
- Щенок: Стихотворение. 1970.
- Буран; Туман; Снег; Облака; Учителю; Стремнина. 1970.
- Молот; В вагоне; Географы; Как же вы забыли: Сборник стихов. 1970.
- Дождь; Будильник, 1981.
- Письмо матери. 1981.
- Белинский болен; Пришло письмо от друга; Тишь ночная; Болезнь. 1981
- Берег юности. М., 1981.
- Баллада о рыбацком неводе: Александру Матяскину. 1981.
- Стихи о топоре; Матери; Ты — моя березонька в пустыне: Новые стихи. 1981.
- Тишина; Возвращение траулера; Ржаной хлеб: Стихи. 1981.
- Тревога; Дед; Дезертир; В раннем детстве; Ровесникам: Стихи. 1989.
- Высокое терпение. Стихи. — М., 2000.
- Земная боль, 2010.

## Награды
- Орден Святого князя Александра Невского,
- Медаль К. М. Симонова,
- Памятная медаль А. П. Чехова ,
- Медаль Жукова,
- Золотая Есенинская медаль «За верность традициям культуры и литературы»,
- лауреат нескольких литературных премий,
- Заслуженный работник культуры России
- Почётный гражданин Сеченовского района Нижегородской области
- Народный поэт Московии.